# عبد اللطيف الفيلالي
الدكتور عبد اللطيف الفيلالي (26 يناير 1928 - 20 مارس 2009)، سياسي ودبلوماسي مغربي.

## مسيرته
ولد في بني ملال بالمغرب. تولى رئاسة وزراء المغرب في الفترة من 25 مايو 1994 إلى 4 فبراير 1998، كما عمل أيضاً كوزير لخارجية المغرب في الفترة من 1985 إلى 1999. وهو والد فؤاد الفيلالي الزوج الأسبق لللا مريم ابنة ملك المغرب الأسبق الحسن الثاني وشقيقة الملك محمد السادس.

## مناصب
- وزير الشؤون الخارجية و التعاون و الإعلام في حكومة العمراني الرابعة/العراقي.[8]
- وزير أول و وزير الشؤون الخارجية و التعاون من 25 مايو 1994 إلى 4 فبراير 1998.[9][10]
- وزير الدولة في الشؤون الخارجية و التعاون في حكومة اليوسفي الأولى.[11]

## أوسمة
- وسام الصليب الأعظم لإيزابيلا الكاثوليكية (1971)
- وسام العرش من درجة ضابط كبير (1999)[12]

## مؤلفاته
كتاب «المغرب والعالم العربي»

## وفاته
توفي بتاريخ 20 مارس 2009 مستشفى أنطوان بيسلير بكلامار بضواحي باريس

## روابط خارجية
- عبد اللطيف الفيلالي على موقع مونزينجر (الألمانية)

## معرض

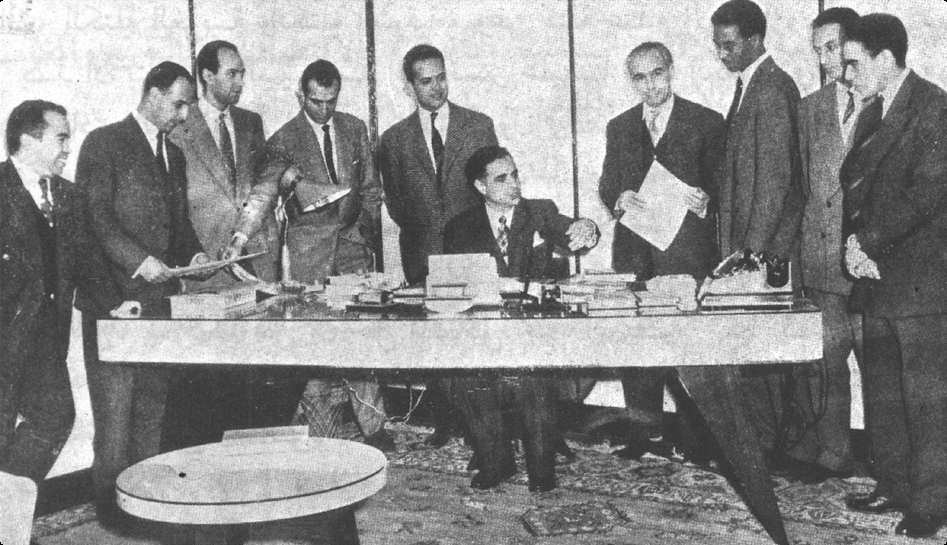
أول ديوان لوزارة الخارجية بعد الإستقلال (1956)
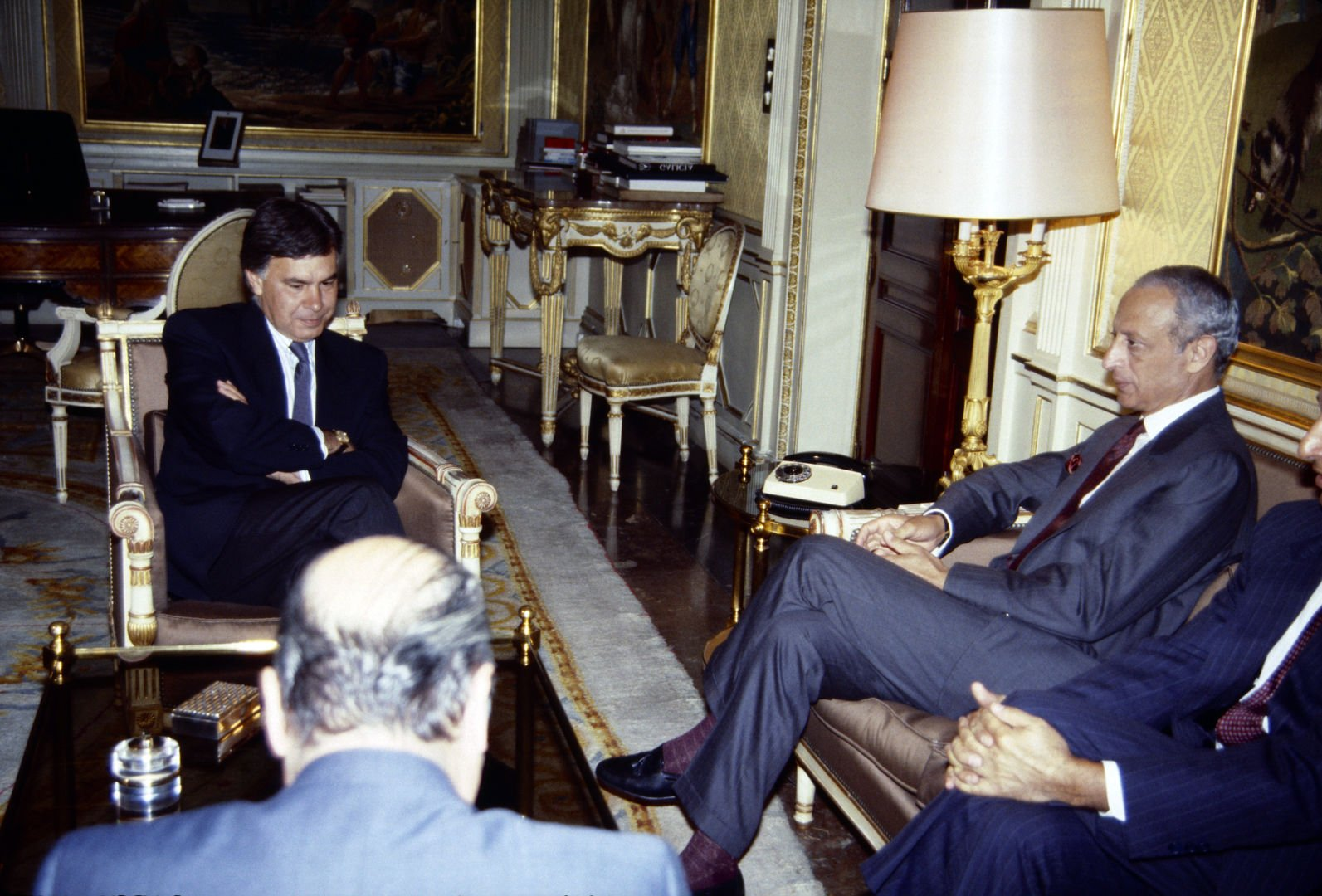
فيليبي غونزاليس يستقبل وزير الشؤون الخارجية المغربي. بقصر مونكلوا. 2 يوليو 1990